# كامبيز جمالي
كامبيز جمالي، من مواليد 9 يوليو 1938م في العاصمة الإيرانية طهران، وتوفي بتاريخ 24 مايو 2010م، وهو لاعب كرة قدم إيراني سابق ومركزه لاعب وسط، شارك مع منتخب بلاده في دورة الألعاب الأولمبية الصيفية والتي استضافتها العاصمة اليابانية طوكيو سنة 1964م.